# Oxalis lasiorrhiza
Oxalis lasiorrhiza är en harsyreväxtart som beskrevs av Salter. Oxalis lasiorrhiza ingår i släktet oxalisar, och familjen harsyreväxter. Inga underarter finns listade i Catalogue of Life.